# San Blas de los Sauces (departamento)
Departamento San Blas de los Sauces é um departamento da província de La Rioja, na Argentina.